# Corematodus taeniatus
Espèce
Statut de conservation UICN

 LC  : Préoccupation mineure
Corematodus taeniatus est une espèce de poissons de la famille des Cichlidés. Elle est présente dans les lacs du Malawi et du Malombe ainsi que dans la rivière du Shire, qui relie ces deux lacs.